# Triphyllozoon benemunitum
Triphyllozoon benemunitum is een mosdiertjessoort uit de familie van de Phidoloporidae. De wetenschappelijke naam van de soort is voor het eerst geldig gepubliceerd in 1932 door Hastings.